# Heino Kleiminger
Heino Kleiminger (Wismar, 3 febbraio 1939 – Rostock, 16 aprile 2015) è stato un calciatore tedesco orientale dal 1990 tedesco, di ruolo attaccante.

## Statistiche

### Cronologia presenze e reti in Nazionale
| Cronologia completa delle presenze e delle reti in nazionale ― Germania Est | Cronologia completa delle presenze e delle reti in nazionale ― Germania Est | Cronologia completa delle presenze e delle reti in nazionale ― Germania Est | Cronologia completa delle presenze e delle reti in nazionale ― Germania Est | Cronologia completa delle presenze e delle reti in nazionale ― Germania Est | Cronologia completa delle presenze e delle reti in nazionale ― Germania Est | Cronologia completa delle presenze e delle reti in nazionale ― Germania Est | Cronologia completa delle presenze e delle reti in nazionale ― Germania Est |
| Data                                                                        | Città                                                                       | In casa                                                                     | Risultato                                                                   | Ospiti                                                                      | Competizione                                                                | Reti                                                                        | Note                                                                        |
| --------------------------------------------------------------------------- | --------------------------------------------------------------------------- | --------------------------------------------------------------------------- | --------------------------------------------------------------------------- | --------------------------------------------------------------------------- | --------------------------------------------------------------------------- | --------------------------------------------------------------------------- | --------------------------------------------------------------------------- |
| 04/09/1963                                                                  | Magdeburgo                                                                  | Germania Est                                                                | 1 – 1                                                                       | Bulgaria                                                                    | Amichevole                                                                  | -                                                                           |                                                                             |
| 17/12/1963                                                                  | Yangon                                                                      | Birmania                                                                    | 1 – 5                                                                       | Germania Est                                                                | Amichevole                                                                  | 1                                                                           | 46’                                                                         |
| 12/01/1964                                                                  | Colombo                                                                     | Ceylon                                                                      | 1 – 12                                                                      | Germania Est                                                                | Amichevole                                                                  | 4                                                                           |                                                                             |
| 23/02/1964                                                                  | Accra                                                                       | Ghana                                                                       | 3 – 0                                                                       | Germania Est                                                                | Amichevole                                                                  | -                                                                           | 46’                                                                         |
| Totale                                                                      |                                                                             | Presenze                                                                    | 4                                                                           |                                                                             | Reti                                                                        | 5                                                                           |                                                                             |